# Родников, Александр Георгиевич
Александр Георгиевич Родников (1937—2015) — доктор геолого-минералогических наук, геолог, геофизик, сейсмолог, специалист в области исследования глубинного строения Земли. До 2015 года работал главным научным сотрудником Геофизического центра РАН(Москва). Автор 7 монографий и 272 работ, опубликованных в отечественных и зарубежных научных журналах и сборниках на английском, японском, китайском и немецком языках. Член Нью-Йоркской академии наук (1996 г.). Награды: Медаль 850 лет Москвы (1997 г.); Медаль ВДНХ (1986 г.). Член Редакционного совета Геофизического комитета (1967—1991). Разработал методику построения геодинамических моделей геологического строения регионов природных катастроф на основе комплексной интерпретации геолого-геофизических данных. Как руководитель проекта «Геотраверс» выступал с лекциями по геодинамике и глубинному строению Тихоокеанского региона в университетах Токио, Саппоро и Киото, учебных заведениях Китая. Соавтор Международного геолого-геофизическом атласа Тихого океана, изданного ЮНЕСКО в 2003 г.

## Образование и карьера геолога
По окончания в 1962 г. геологического факультета МГУ работал в Сахалинском геологическом управлении начальником поискового отряда. Проводил геологическую съемку на Сахалине и Курильских островах с целью поиска положительных структур, перспективных для дальнейших работ на нефть и газ.

## Работа в Геофизическом центре РАН
В Геофизический центр РАН А. Г. Родников пришел в 1967 году.
- 1967—1970 — учёный секретарь международного проекта «Верхняя мантия»[2].
- 1971—1980 — учёный секретарь Советской комиссии по «Геодинамическому проекту».
- 1975—1985 — руководитель советско-японского научного сотрудничества в области геофизики.
- 1985—2003 — руководитель международного проекта «Геотраверс»[3]. В нём участвовали учёные из 8 университетов Японии, 4 научных учреждений Китая и 8 научных учреждений России. Были проведены геологические и геофизические исследования на суше и на море и построены геотраверсы через регионы Японского и Филиппинского морей.
- Национальный представитель от РФ международного проекта «InterMARGINS» по изучению континентальных окраин[4]

## Основные научные результаты
- Разработал методику комплексной интерпретации геолого-геофизических данных по системе геотраверсов;
- Основал новое направление — построение геодинамических моделей глубинного строения регионов природных катастроф на основе комплексной интерпретации геолого-геофизических данных с целью прогноза, оценки и уменьшения опасности от природных катастроф, в особенности от землетрясений и извержений вулканов;
- Впервые построил геодинамические модели регионов природных катастроф континентальных окраин переходной зоны от Евразийского континента к Тихому океану.
- Для региона Охотского моря впервые построена геодинамическая модель глубинного строения района Нефтегорского землетрясения, происшедшего на Северном Сахалине 28 мая 1995 г. Установил расположение древней субдукционной зоны под Сахалином, действующей в позднемеловое — палеогеновое время. Родников определил, что на поверхности субдукционная зона проявляется в виде глубинных разломов, простирающихся вдоль Сахалина, и связал очаг Нефтегорского землетрясения (и многих других) с активизацией этой зоны.
- Установил, что Японская островная дуга заключена с запада и востока между субдукционными зонами. С восточной и юго-восточной сторон под Японскую дугу погружается Тихоокеанская плита, ответственная за землетрясение Тохоку 11 марта 2011 г., и плита Филиппинского моря, с которой связано землетрясение Канто 1923 года, а с запада под Японские острова 2 млн лет назад начала субдуцировать плита Японского моря, с которой связана серия землетрясений вдоль западного побережья острова Хонсю.

## Статьи
1. Родников А. Г. Островные дуги западной части Тихого океана. — Наука, 1979.
2. Косминская И. П., Родников А. Г., Семенова Г. И. Глубинное сейсмическое зондирование. — 1968.
3. Родников А. Г., Сергеева Н. А., Забаринская Л. П. Глубинные причины образования осадочных бассейнов //Природа. — 2004. — №. 10. — С. 23-32.
4. Родников А. Г. и др. Геотраверс Филиппинского моря/Международный геолого-геофизический атлас Тихого океана. Удинцев ГБ (ред.). МОК (Юнеско), РАН, ФГУП ПКО «Картография», ГУНиО //Москва-Санкт-Петербург. — 2003. — С. 137.
5. Строев П. А., Родкин М. В., Родников А. Г. Геоид, структура и динамика тектоносферы Филиппинского моря //Морские гравиметрические исследования. Результаты исследований по международным геофизическим проектам. Национальный геофизический комитет. М. — 1993. — С. 127—137.
6. Родников А. Г. Международный проект «Геотраверс»: задачи, проблемы, перспективы //Вестник Академии Наук СССР. — 1986. — №. 2. — С. 101—106.
7. Родников А. Г., Родникова Р. Д. Японо — Сахалинская островная дуга. М.: Наука, 1974. 85 с.
8. Родников А. Г. Гайнанов, Ермаков Б. В., П. А. Строев, Х. Симамура и др. Геотраверс Сихотэ-Алинь — Японское море — остров Хонсю — Тихий океан. М.: МГК АН СССР, 1982. 52 с.
9. Pодников А.Г, Уеда С. Лю Годун и др. Геотраверс Северо-Китайская равнина — Филиппинское море — Марианский жёлоб. М.: Наука, 1991. 150 с.
10. Вольвовский Б. С., Родников А. Г. Кора и мантия Земли. M.: Геофизический комитет, 1996. 182 c.
11. Rodnikov A.G., Sergeeva N.A. and Zabarinskaya L.P. The Geotraverse Project: Data base of geological and geophysical parameters for the lithosphere of the transition zone from the Asian continent to the Pacific. Internet address: http://www.wdcb.ru/GCRAS/traverse.html, 2001, 100 Mb. CD-ROM version is available.